# 兵庫県道188号宝塚停車場線
兵庫県道188号宝塚停車場線（ひょうごけんどう188ごう たからづかていしゃじょうせん）は、兵庫県宝塚市を通る一般県道である。

## 概要
宝塚市栄町2丁目から宝塚市湯本町に至る。

### 路線データ
- 起点：宝塚市栄町2丁目（JR西日本福知山線・阪急今津線・阪急宝塚本線 宝塚駅前）
- 終点：宝塚市湯本町（宝来橋南詰交差点、兵庫県道337号生瀬門戸荘線交点）
- 総延長：403 m

## 路線状況

### 道路施設

#### 橋梁
- 宝来橋（武庫川、宝塚市）

## 地理

### 通過する自治体
- 宝塚市

### 交差する道路
| 交差する道路              | 交差する場所 | 交差する場所            |
| ------------------------- | ------------ | ----------------------- |
| 兵庫県道337号生瀬門戸荘線 | 湯本町       | 宝来橋南詰交差点 / 終点 |

### 交差する鉄道
- 阪急宝塚本線
- 阪急今津線

### 沿線
- JR西日本福知山線・阪急今津線・阪急宝塚本線 宝塚駅
- ソリオ宝塚